# Batalla de Santiago de Cuba (1741)
La batalla de Santiago de Cuba tuvo lugar entre julio y diciembre de 1741, y fue uno de los decisivos enfrentamientos de la guerra del Asiento, que enfrentó a las fuerzas coloniales de España y Gran Bretaña a mediados del siglo XVIII. La expedición inglesa que trataba de capturar la ciudad de Santiago de Cuba fue derrotada por las tropas españolas mandadas por el gobernador de Santiago, don Francisco Caxigal de la Vega. El desastroso resultado para los ingleses supuso un revés definitivo para la carrera del almirante Sir Edward Vernon.

## Antecedentes
En el año 1741, tras la derrota sufrida en la Batalla de Cartagena de Indias frente a fuerzas españolas muy inferiores mandadas por el almirante Blas de Lezo, el almirante Edward Vernon decidió lanzar lo que le quedaba de sus enfermas y desmoralizadas tropas contra la isla española de Cuba. Vernon, persistiendo en el empeño inglés de arrebatar a España su imperio colonial americano, consideró que el sur y el este de la isla de Cuba estaban tan poco poblados y tan lejos de la capital, La Habana, que podría conseguir establecer en alguna de aquellas zonas un asentamiento inglés permanente. Pero para lograrlo, primero tendría que apoderarse de la única ciudad española de importancia en la zona, Santiago de Cuba, defendida por apenas unos centenares de hombres.

## La expedición inglesa
Las fuerzas de infantería de las que disponía Vernon consistían en remanentes de las tropas que habían combatido en Cartagena, y constaban de unos 3000 soldados ingleses y norteamericanos a los que se sumaban unos 1000 negros jamaicanos. Al partir de Port Royal en la Jamaica británica rumbo a Santiago de Cuba, la flota inglesa estaba constituida por los siguientes buques:
HMS Boyne 80 (buque insignia)

HMS Cumberland 80

HMS Grafton 70

HMS Kent 70

HMS Montague 60

HMS Tilbury 60

HMS Worcester 60

HMS Chester 50

HMS Tiger 50

HMS Experiment 20

HMS Sheerness 20

HMS Shoreham 20

HMS Alderney (bombarda)

HMS Phaeton (brulote)

HMS Strombolo (brulote)

HMS Vesuvius (brulote)

HMS Bonetta (balandra)

HMS Tryton (balandra)

HMS Princess Royal (buque hospital)

HMS Scarborough (buque hospital)

HMS Pompey

40 transportes con unos 4000 soldados de infantería al mando del general Wentworth.

## La batalla
En la noche del 4 al 5 de agosto, los Casacas Rojas británicos y un millar de negros jamaicanos desembarcaron en tres playas diferentes de la Bahía de Guantánamo. Tras fortificar con obras de campaña la boca de la bahía y los posibles puntos de desembarco cercanos, Vernon decidió renombrarla como Cumberland Harbour, en honor al hermano del rey Jorge II. Sin oposición por parte española, marcharon sobre la indefensa villa de Catalina, cuyos naturales se retiraron hacia el interior agrupándose en partidas guerrilleras ante el avance inglés. Las tropas de Wentworth iniciaron la marcha hacia Santiago a través de la espesa maleza, siendo constantemente tiroteados por los guerrilleros que además cortaban las veredas dificultando aún más la marcha de los invasores. Finalmente, Wentworth decidió detenerse tras 3 días de marcha, cuando se encontraba a unos 100 kilómetros de su objetivo, Santiago de Cuba, debido a la extenuación de sus hombres, las enfermedades tropicales, y a la creciente actividad guerrillera española. Los ingleses pasarían los siguientes 4 meses acampados.
El gobernador de Santiago, don Francisco Caxigal de la Vega, el comandante del acuartelamiento, don Carlos Riva Agüero y el capitán de las milicias locales, Pedro Guerrero, contaban tan sólo con unos 350 soldados coloniales y unos 600 milicianos para detener a los ingleses, por lo que habían decidido no plantarles cara en campo abierto. Sin embargo, tras la paralización de la fuerza invasora, las tropas españolas aprovecharon la situación para organizarse también en guerrillas y dedicarse a lanzar ataques esporádicos contra las castigadas tropas inglesas. El almirante Vernon, disgustado por la pasividad de Wentworth, pero sin estar dispuesto a lanzar su flota contra la ciudad fortificada de Santiago tras la desastrosa experiencia vivida en Cartagena, decidió mantenerse a la espera hasta que finalmente el número de ingleses enfermos de fiebres alcanzó los 2260 el 5 de diciembre, y se dio la orden de reembarcar, partiendo en la madrugada del 9 de diciembre hacia Jamaica, y arribando a Port Royal 10 días más tarde.

## Consecuencias
Con esta nueva expedición contra territorio español, el almirante Vernon no consiguió más que perder a cientos de sus hombres y sellar su propia desgracia. Vernon fue obligado a regresar a Inglaterra en 1742, y sustituido por el Almirante Chaloner Ogle. En 1746 finalmente sería expulsado de la Royal Navy.